# Homer H. Hickam jr.
Homer Hadley Hickam, Jr. (Coalwood, 19 febbraio 1943) è uno scrittore statunitense, veterano del Vietnam, ed ex ingegnere della NASA.
Il suo romanzo autobiografico Rocket Boys: A Memoir, dal quale è stato tratto il film Cielo d'ottobre, viene studiato in molte scuole americane.

## Biografia
Homer H. Hickam, Jr. è nato a Coalwood (West Virginia), secondo figlio di Homer Sr. (caposquadra in una miniera di carbone) e di sua moglie Elsie Gardener. Si è diplomato alla Scuola di Big Creek High nel 1960 e successivamente si è laureato al Virginia Tech in Ingegneria Industriale.
Mentre frequentava la scuola secondaria, ha guidato un gruppo di coetanei appassionati della costruzione di razzi. Si erano autonominati "Big Creek Missile Agency (BCMA)". Dopo aver sperimentato con successo il lancio di diversi razzi, hanno partecipato con i loro progetti e modelli alla National Science Fair 1960, vincendo una medaglia d'oro e d'argento nel campo della propulsione a razzo.
Veterano dell'esercito USA, Hickam ha servito come Primo Tenente della IV divisione di fanteria durante la guerra del Vietnam nel 1967 e 1968. Per questo servizio, ha guadagnato la Commendation e la Bronze Star Medals.
Negli anni dal 1971 al 1978 Hickam è stato un ingegnere per l'Aviazione dell'esercito e il Comando Missilistico, assegnato a Huntsville. Per tre anni (1978-81), è stato poi ingegnere presso il 7º Comando dell'addestramento Militare in Germania. Al termine del servizio attivo, ha lasciato l'esercito come Capitano.
Ha iniziato a lavorare con la National Aeronautics and Space Administration al Marshall Space Flight Center nel 1981, come ingegnere aerospaziale. Durante la sua carriera alla NASA, Hickam ha lavorato in Progettazione di veicoli spaziali e Formazione degli equipaggi, in particolare per il progetto Space Shuttle. È stato specialista in carico pagante, esperimenti scientifici e attività extraveicolari (EVA).
Nel 1998 Delacorte Press ha pubblicato il libro di Hickam Rocket Boys, la storia della sua vita, da figlio di un minatore di carbone a specialista aerospaziale. L'autobiografia è diventata rapidamente un libro molto popolare e numero uno sulla lista dei bestseller del New York Times.
Nel febbraio 1999 Universal Studios ha distribuito il film Cielo d'ottobre, rampa di lancio per l'attore Jake Gyllenhaal, ispirato a Rocket Boys, che ha avuto un discreto successo al box office.

## Onorificenze
Nel 2007, Hickam è stato insignito del dottorato Honoris Causa in Lettere dalla Marshall University. Nello stesso anno, ha ricevuto il Distinguished Alumni Award dalla Virginia Tech.